# Reverence (album Faithless)
Reverence – pierwszy album brytyjskiej grupy Faithless. Został wydany 8 kwietnia 1996, a następnie ponownie w październiku 1996 pod nazwą Reverence / Irreverence.
Album zawiera wiele utworów, które od momentu wydania płyty uważane są za klasykę Faithless. Należą do nich m.in. Don't Leave, Salva Mea oraz Insomnia.

## Lista utworów
1. „Reverence” – 7:43
2. „Don't Leave” (feat. Pauline Taylor) – 4:02
3. „Salva Mea” – 10:47
4. „If Lovin' You is Wrong” – 4:17
5. „Angeline” – 3:37
6. „Insomnia” – 8:47
7. „Dirty Ol' Man” – 3:05
8. „Flowerstand Man” (feat. Dido) – 3:22
9. „Baseball Cap” – 2:56
10. „Drifting Away” (feat. Penny Shaw) – 4:09

## Reverence / Irreverence
Reverence / Irreverence to ponowne wydanie albumu Reverence, zawierające dodatkową płytę z remiksami. Pierwsza płyta jest taka sama, jak Reverence.

### Lista utworów – CD2
1. „Flowerstand Man (Matty's Remix)” (feat. Dido) – 3:58
2. „Angeline (The Innocents Mix)” – 1:47
3. „Reverence (Tamsin's Re-fix)” – 5:18
4. „Soundcheck Jam” – 3:00
5. „Salva Mea (Way Out West Remix)” – 7:46
6. „Don't Leave (Floating Remix by Rollo & Sister Bliss)” (feat. Pauline Taylor) – 5:53
7. „Drifting Away (Paradiso Mix by Angelo D'Caruso)” (feat. Penny Shaw) – 6:46
8. „Insomnia (Moody Mix by Rollo & Sister Bliss)” – 10:40
9. „Baseball Dub (Cheeky All Stars Remix by Goetz, Matt Benbrook, Rollo & Sister Bliss)” – 2:40